# Меляховичи (Дятловский район)
Меля́ховичи (бел. Мяляхавічы) — деревня в Дятловском районе Гродненской области Республики Беларусь. В составе  Дворецкого сельсовета. По переписи населения 2009 года в Меляховичах проживало 25 человек.

## География
Меляховичи расположены в 30,5 км к юго-востоку от Дятлово, 213 км от Гродно, 7,5 км от железнодорожной станции Выгода.

## История
В 1905 году Меляховичи — деревня в Люшневской волости Слонимского уезда Гродненской губернии (193 жителя).
В 1921—1939 годах Меляховичи находились в составе межвоенной Польской Республики. В сентябре 1939 года Меляховичи вошли в состав БССР.
В 1996 году Меляховичи входили в состав одноимённого колхоза. В деревне имелось 41 хозяйство, проживало 72 человека.
Ранее в составе Меляховичского сельсовета.